# Zilte
Zilte is een restaurant in Antwerpen met drie Michelinsterren.

## Geschiedenis
In 1996 opent Viki Geunes samen met zijn vrouw Viviane restaurant ‘t Zilte in het centrum van Mol. 
In 2004 ontvangt ’t Zilte zijn eerste Michelinster. In 2005 wordt Viki Geunes door de Gault & Millau-gids geprezen als beste jonge topchef van het land en twee jaar later reikt dezelfde gerenommeerde culinaire publicatie hem de trofee uit voor het beste dessertmenu. In 2008 is de tweede Michelinster een feit en het jaar daarop benoemt Gault & Millau Geunes tot beste chef van het jaar. 
In 2011 verhuist Viki Geunes met ‘t Zilte naar de negende verdieping van het pas geopende Museum aan de Stroom (MAS) in de oude haven van Antwerpen. MAS is meer dan een museum. Dit opmerkelijke monument dat een prachtig uitzicht biedt over de stad Antwerpen en zijn oude en nieuwe haven, is ook de nieuwe werkomgeving van Viki Geunes. Zijn restaurant is ontworpen door de beroemde architect Vittorio Simoni en verrijkt door de hedendaagse kunstenaar Koen van den Broek.
In 2020 beslist Geunes om zijn restaurant volledig te vernieuwen. Niet alleen verhuist zijn zaak naar de andere zijde van het MAS met een volledig nieuw interieur, ook de naam ondergaat uitpuring. Met het wegvallen van de “ ‘t “ wil Viki Geunes onder de naam ‘Zilte’ verdergaan.  Het interieur gaat van strak wit naar modern warm met natuurlijke kleuren en materialen. 
In januari 2021 volgt voor de topchef de ultieme bekroning voor zijn uitzonderlijke werk. Viki Geunes wordt door de Michelingids bekroond met 3 Michelinsterren. Sinds 2023 maakt Zilte deel uit van het prestigieuze Relais & Châteaux netwerk.